# ГЕС Грімзель 1
ГЕС Грімзель 1 (нім. Grimsel) — гідроелектростанція у центральній частині Швейцарії. Становить одну з двох станцій (поряд із ГАЕС Грімзель 2) верхнього ступеня гідровузла, створеного у верхів'ях річки Ааре (ліва притока Рейну), яка дренує північний схил Бернських Альп.
Для роботи потужного гідровузла створено декілька водосховищ, які накопичують стік Ааре, її приток та навіть однієї з приток Рони:
- Водосховище Обераарзе (висота над рівнем моря 2303 м) із площею поверхні 1,6 км2 та об'ємом 57,3 млн м3, яке утримує гребля на Оберааребах (виток Ааре, що тече від глетчера Оберааре). Ця бетонна гравітаційна споруда висотою 104 метри та довжиною 526 метрів потребувала для свого спорудження 453 тис. м3 матеріалу[1].

- Водосховище Грімзельзе (висота над рівнем моря 1909 м) із площею поверхні 2,7 км2 та об'ємом 93,9 млн м3, яке утримує зведена на Ааре гребля Шпиталламм. Ця бетонна аркова споруда висотою 114 метрів та довжиною 258 метрів потребувала для свого спорудження 338 тис. м3. матеріалу. Окрім прямого стоку (зокрема, з іншого витоку Аааре Унтерааребах, який бере початок на однойменному льодовику), до Грімзельзе перекидається ресурс із розташованого південніше водосховища Тотензе, а також із протікаючих північніше двох лівих приток Ааре. В останньому випадку спочатку вода з Грюбензе у верхів'ї Аркенбах постачається до струмка Бахлісбах, а вже звідти з Бахлізе через другий дериваційний тунель перекидається у Грімзельзе. Також можна зазначити, що у 2010-х роках запланували розпочати спорудження нової греблі перед фронтом існуючої, в тому числі розглядається варіант збільшення висоти на 23 метри для посилення можливостей гідровузала (зокрема, для спорудження ГЕС Грімсель 3). Стара гребля по завершенні цього проєкту буде затоплена водосховищем[2][3].

- Водосховище Ретеріксбодензе (висота над рівнем моря 1767 м) із площею поверхні 0,7 км2 та об'ємом 26,3 млн м3, яке утримує зведена на Аарі бетонна гравітаційна споруда висотою 92 метри та довжиною 456 метрів, що потребувала для свого спорудження 278 тис. м3 матеріалу[4].

- Водосховище Тотензе (висота над рівнем моря 2160 м) із площею поверхні 0,27 км2 та об'ємом 2,6 млн м3, яке споруджене на струмку Тотензебах, що стікає з перевалу Грімзель на південь у Рону. В цьому випадку зведена гравітаційна гребля висотою 20 метрів та довжиною 74 метри, на яку витратили 4 тис. м3 матеріалу[5];

- Водосховище Трубтензе (Трібтензевлі, висота над рівнем моря найбільша у гідровузлі — 2365 метрів) із площею поверхні 0,1 км2 та об'ємом 1,1 млн м3, яке створене на струмку Трібтенбах, що впадає у Грімзельзе.

Водосховище Грімзельзе спорудили ще на початку 1930-х років для використання в роботі ГЕС Хандек 1, проте верхній ступінь гідровузла з'явився пізніше, коли між 1948 та 1953 роками збудували чотири інші водосховища. При цьому спершу в 1954 році ввели в експлуатацію схему, яка передбачала подачу води зі сховища Обераарзе з напором 553 метри. На шляху прокладеного звідси дериваційного тунелю до нього також надходить ресурс із водосховища Трубтензе. У машинному залі вода подається на турбіну типу Пелтон потужністю 35 МВт, після чого відводиться у Ретеріксбодензе.
На початку 1970-х станцію розширили, надавши їй можливість працювати на ресурсі із Грімзельзе, різниця висот між яким та Ретеріксбодензе забезпечує напір до 183 метрів. У 2006 році встановлену для цього турбіну типу Френсіс замінили на нову потужністю 32 МВт.
Загалом електростанція Грімзель 1 виробляє 120 млн кВт·год на рік.